# Weininger Andor
Weininger Andor (Andor Weininger) (Karancs, 1899. február 12. – New York, 1986. március 6.) magyar festő, grafikus, építész, formatervező.

## Életpályája
1917-ben érettségizett Pécsett, a ciszterci gimnáziumban Martyn Ferenc osztálytársaként. Pályája Dobrovits Péter mellett kezdődött. 1918–1919 között a Budapesti Műszaki és Gazdaságtudományi Egyetem Építészmérnöki Karának hallgatója volt. Az 1920-as évek elején Pécsről elszármazott építészek – Breuer Marcell, Forbát Alfréd, Molnár Farkas – méltó társa lett. Berlinben a Der Sturm köréhez csatlakozott. 1921-ben Weimarban Theo van Doesburg privát kurzusának volt hallgatója Molnár Farkassal és Stefán Henrikkel együtt a Bauhausban. Johannes Itten tanfolyamát is látogatta. A holland De Stijl-mozgalommal került kapcsolatba 1922-ben, melyet Theo van Doesburg alapított, fő képviselője azonban Piet Mondrian volt. 1923-ban a hamburgi Jungfrau kabaré szövegírója, díszlet- és jelmeztervezője volt. 1924-ben a Bauhaus zenekar alapító tagja volt. 1925-től a Dessauba költözött Bauhausba visszatérve a színpadi műhelyben dolgozott. 1928-tól Berlinben élt, bútortervezéssel foglalkozott. 1938-ban a nácizmus miatt Hollandiába költözött. 1951-ben Kanadába emigrált. 1958-tól haláláig New Yorkban élt.

## Magánélete
Felesége Eva Fernbach volt.

## Művei
- De Stijl kompozíció (1922)

## Kiállításai

### Egyéni
- 1990 Düsseldorf,  Budapest, Berlin
- 1999 Ulm, Köln
- 2000 Weimar

### Válogatott, csoportos
- 1923 Weimar
- 1988 Budapest, Madrid, Köln
- 1989 Budapest
- 1997 Pécs